# Provincia di Muş
La provincia di Muş è una delle province della Turchia. L'etnia prevalente è quella curda.

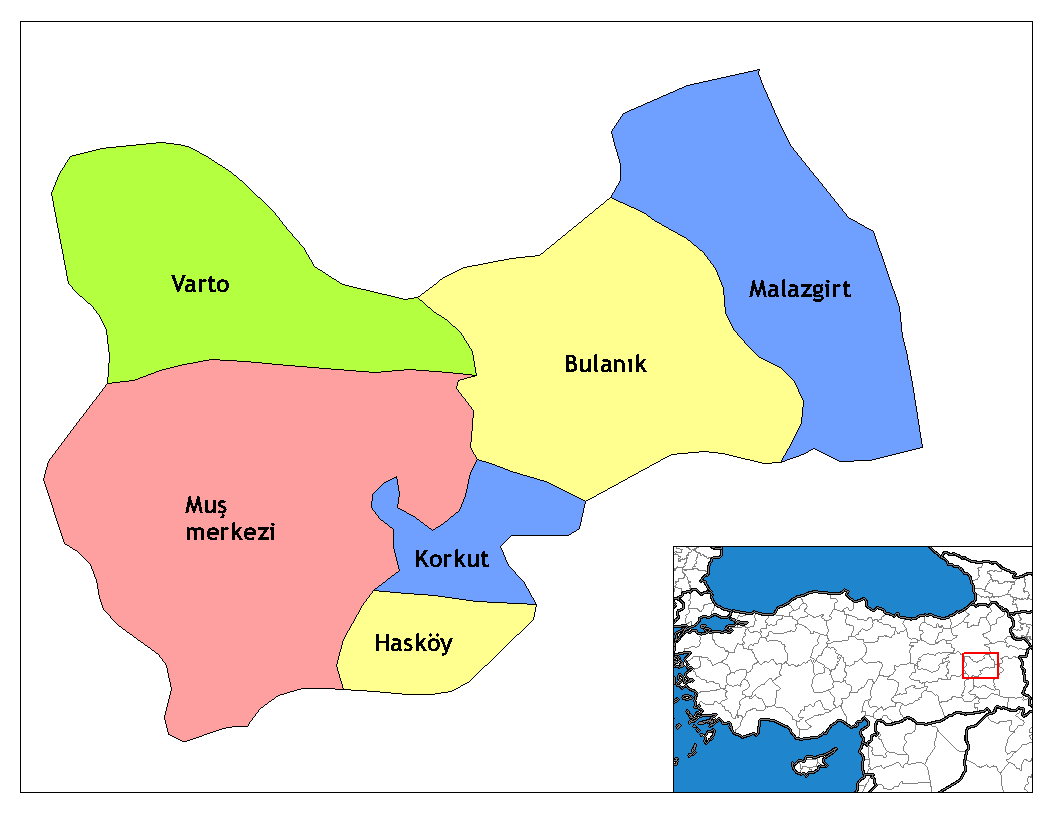
Distretti della provincia di Muş

## Distretti
La provincia è divisa in 6 distretti: 	
- Bulanık
- Hasköy
- Korkut
- Malazgirt
- Muş
- Varto